# 天主教薩莫拉教區 (墨西哥)
天主教薩莫拉教區（拉丁語：Dioecesis Zamorensis in Mexico）是墨西哥一個羅馬天主教教區，屬莫雷利亞總教區。
教區成立於1863年1月26日，位於米卻肯州西北部。2010年有教友1,465,000人（佔轄區總人口89.9%）、140個堂區、350名司鐸。現任教區主教為沙勿略·納瓦羅-羅德里格斯。